# Christenrecht
Als Christenrecht bezeichnet man die mittelalterliche Rechtsordnung der Kirche in Norwegen, wie sie aus den vier Thingbezirken Gulathing, Frostathing, Borgarthing und Eidsivathing überliefert ist. Die jeweiligen Bestimmungen wurden auf den einzelnen Thingversammlungen zwischen König Olav II. Haraldsson (1015–1030) und den anwesenden Thingbauern ausgehandelt und sind deshalb nicht identisch. Es ist jedoch so ähnlich in seinen Bestimmungen, dass man heute davon ausgeht, dass auf einer reichsübergreifenden Versammlung auf dem Mostrathing im Jahre 1024 ein Entwurf ausgearbeitet wurde, der dann auf den einzelnen Thingversammlungen zu behandeln war.

## Entstehung
Vorbild waren wohl ähnliche Gesetze in England, woher der Hauptinitiator Bischof Grimkjell stammte. Dieses Christenrecht überlebte sogar die große Rechtsvereinheitlichung des Königs Magnus Håkonsson Lagabøte, der in sein Landrecht den Titel Christenrecht eingefügt, aber darunter keine Bestimmungen aufgenommen hatte. Allerdings wird ihm neuerdings ein „Neues Christenrecht für den Borgathing“ zugeschrieben, das auf Vorarbeiten seines Vaters beruhen soll. In seiner Regierungszeit war die Auseinandersetzung zwischen der Kirche und der Königsmacht über die Machtverhältnisse im Staate in vollem Gange, so dass die schriftliche Fixierung einer zukunftsweisenden Neuordnung trotz des Konkordats von Tønsberg vom 9. August 1277, das eine vorläufige Einigung brachte, nicht möglich war. Man beließ es daher beim Bestehenden und entwickelte dies fort. Diesem Umstand ist es zu verdanken, dass von den östlichen Thingbezirken Borgarthing und Eidsivathing überhaupt ein Text überliefert ist. Deren von König Magnus überholte Vorschriften des rein zivilen Rechts sind verschollen.
Die Christenrechte der beiden Erzbischöfe sind eher als politische Absichtserklärungen und Programme zu werten, da sie keine eigene Gesetzgebungsbefugnis besaßen. Die Rechtsentwicklung lässt sich an dem Nebeneinander alter antiheidnischer und inzwischen obsolet gewordener Formulierungen und der Festsetzung von Heiligenfesten nachweisen, deren Heilige erst später  in den Heiligenkalender aufgenommen wurden, z. B. die Thomasmesse am 29. Dezember für Thomas Becket, der erst 1173 heiliggesprochen wurde.
Neben den Christenrechten der vier Thingbezirke ist noch ein Regelwerk des Erzbischofs Øystein (1157–1188) mit der Bezeichnung Gullfjóðr und eines des Erzbischofs Jon (1267–1282) überliefert.
Die überlieferten Texte sind keine Gesetze, sondern Privatarbeiten zur Unterstützung des Gedächtnisses des Gesetzessprechers. Es galt die Fassung des mündlichen Vortrags auf dem Thing. Im Borgarthingslov heißt es ausdrücklich: „Nun ist das Christenrecht vorgetragen, wie wir es im Gedächtnis haben. Fehlt etwas daran, so möge es der Bischof nach seinen Befugnissen verbessern.“ Gleichwohl konnte es nicht ausbleiben, dass mit der Zeit die schriftliche Fassung eine größere Autorität zu der Frage gewann, was geltendes Recht war. Da für den Gesetzessprecher auch die Entwicklungslinie des Rechts von Interesse war, stehen oft widersprüchliche Aussagen unvermittelt nebeneinander. Man findet sehr alte und relativ neue Bestimmungen, so dass die Frage nach dem Alter der Rechtsordnung nicht beantwortet werden kann. Im Wesentlichen jedoch gehen die Bestimmungen auf die Zeit vor der Errichtung des Erzbistums Nidaros zurück. Der Erzbischof wird nur selten erwähnt, im Borgarthingslov überhaupt nicht, und im Frostathingslov, in dessen Gebiet Nidaros lag, wird oft vom Bischof in Nidaros gesprochen. Von den scharfen Auseinandersetzungen König Sverres' über das Recht der Bischofsernennung findet sich in den Christenrechten nichts. Das Eidsivathingslov geht noch von der erforderlichen Mitwirkung des Königs aus. Alle aber gehen von der entscheidenden Mitwirkung der Bonden bei der Bestellung der Priester aus.
Das Christenrecht war bürgerliches Recht wie das Recht über den Kauf, die Mannheiligkeit und andere Rechtsverhältnisse mit Buß- und Strafandrohungen bis hin zur Friedlosigkeit mit Landesverweisung und Vermögensverlust.

## Erinnerungen an das Heidentum
Die Christenrechte werden mit der altertümlichen Formel eingeleitet, dass die Leute Christen sein und das Heidentum ablehnen sollen. Der Christ soll sich beim Gebet nach Osten verneigen und nicht wie die Heiden beim Zauber nach Norden. Die Heiden opferten zum Julfest til árs og friðar, für den guten Jahresertrag und den Frieden. Dieser Brauch wurde von der Kirche übernommen und mit einem Segen über dem dabei zu trinkenden Bier verbunden. Wer im Geheimen dem alten Glauben anhängt, wird mit dem Verlust seines gesamten Vermögens bestraft. Im Christenrecht des Königs Sverrir werden die verbotenen heidnischen Bräuche näher beschrieben: „Wenn von jemandem bekannt wird und dies ihm nachgewiesen wird, dass er Hügel aufschüttet und ein Haus macht, das er hörgr nennt oder eine Stange aufrichtet und sie Gedichtsstange nennt, …“ Diese Stange wurde zur Verhöhnung des Feindes aufgerichtet und oft mit Schadenzauber verbunden. Egill Skallagrímsson errichtete eine solche Stange (niðstöng) gegen König Erik und seine Frau Gunnhild. Eine spätere Fassung des Gulathingslov nennt Zauber, Hexerei, Glaube an Weissagung, an Wesen, die in Hügeln und Wasserfällen hausen, das Außensitzen, um das Schicksal zu erfragen, die Verleugnung Gottes und der Kirche, um Schätze in Grabhügeln zu finden oder sonstwie reich oder klug zu werden, zu versuchen, Wiedergänger oder Hügelbewohner aufzuwecken. Im Eidsivathingslov wird von Hauskulten gehandelt und der Besitz von Zaubergegenständen, die sich heute nicht mehr eindeutig identifizieren lassen, unter Strafe gestellt. Im Borgarthinglov ist ebenfalls von Zaubermitteln die Rede: „…und wenn Hexenzeug in den Betten oder Kissen von den Leuten gefunden wird, Menschenhaare oder Froschfüße oder Menschennägel oder andere Dinge, die der Zauberei dienen ….“ und „Wenn einer Frau bewiesen wird, dass sie ein Troll ist, dann soll sie mit ihrer Habe die Gegend verlassen, da sie nicht daran schuld ist, ein Troll zu sein.“ Auch die sogenannte „weiße Magie“ war verboten: „Eine Frau, die glaubt, mit verbotenen Mitteln heilen zu können, büßt mit drei Mark …“. Ein anderer Brauch ist, „wenn eine Frau ihrem Neugeborenen einen Finger oder einen Zeh abbeißt zu langem Leben …“, wobei unklar bleibt, wessen Leben verlängert werden soll.
Im Heidentum stand dem Vater das Recht zu, über das Leben eines Neugeborenen zu entscheiden. Diese Sitte wurde in unterschiedlicher Weise eingeschränkt, indem entweder nur Missgeburten nach der Taufe ausgesetzt werden durften oder die Aussetzung überhaupt verboten oder von der Zustimmung des Bischofs abhängig gemacht wurde. Beim Christenrecht das Borgarthings ist sogar von einer Taufe nicht die Rede. Vielmehr soll man es sterben lassen und wie bei unheimlichen Wesen im Heidentum „mit Steinen an unheimlicher Stelle, wo weder Mensch noch Vieh geht, das ist die unheimliche Stelle des Bösen, bedeckt werden.“ Was mit Totgeburten zu geschehen habe, wird nicht geregelt, außer dass es ungetauft nicht auf dem Kirchhof begraben werden kann. Im Frostathingslov wird ausdrücklich verboten, Frauen, die in der Schwangerschaft starben, aufzuschneiden, um das heidnische Kind herauszuholen, damit die Frau christlich beerdigt werden könne. Sie soll auch so christlich beerdigt werden. Die Aussetzung muss noch lange Brauch gewesen sein, denn König Magnus Erlingsson hielt es im 12. Jahrhundert für erforderlich, auf Aussetzung die strengste Strafe der Friedlosigkeit zu setzen, während Olav der Heilige dafür nur eine Strafe von drei Mark angesetzt hatte. Im Borgarthingslov und Eidsivathingslov wird die Aussetzung gar nicht erwähnt.

Bei der Beerdigung wird noch ausdrücklich verboten, Verstorbene in Hügel oder unter Steinhaufen zu legen. Die Beerdigungsriten des Priesters werden nicht nur als Segen für den Verstorbenen, sondern auch als Schutz der Lebenden vor den im Heidentum gefürchteten Wiedergängern gesehen. Die Gebete und das Besprengen des Sarges mit Weihwasser haben magische Funktionen. Das (lateinische) Leichenlied (líksöngr) gilt als Zauberlied. Wenn die Leiche in Abwesenheit des Priesters beerdigt wird, so hat dieser alsbald den Zauber nachzuholen: 

„en þa er prestr kemr heim. þa scal staura niðr i kistu. oc steypa helgu vatne i. En hann scal syngia ivir liksong.“

„Wenn der Priester heimkommt, da soll er in den Sarg hineinbohren und geweihtes Wasser hineinschütten und den líksöngr darüber singen.“

Auch der Eid bewahrte  noch heidnische Erinnerungen. Ursprünglich handelte es sich um eine bedingte Selbstverfluchung, falls die Unwahrheit beschworen wurde. Der Schwörende band durch die Zauberkraft des Wortes überirdische Mächte mit unbedingter Notwendigkeit, ihn zu verderben, wenn er Unwahres ausspräche. Daher gab es keine besondere Strafe für den Meineid.  Der Schwur wurde bei einem heiligen Tempelring geschworen, der während des Schwurs ergriffen wurde. An dessen Stelle traten nun Reliquien oder die Bibel oder der Türpfosten der Kirche. Die Selbstverfluchung wurde christlich gewendet: „So sei mir Gott hold, wenn ich die Wahrheit spreche, feindselig, wenn ich lüge.“ Aber die Kirche traute der Furcht vor der Selbstverfluchung nicht und setzte eine Strafe von drei Mark für den Meineid fest. Auch die Eideshelfer wurden bestraft, wenn auch geringer. Eideshelfer beschworen nicht den Inhalt des Eides, sondern die Glaubwürdigkeit des Schwörenden und dass ihnen nichts anderes bekannt ist als das, was beschworen wurde.

## Bemerkenswerte kirchliche Regelungen
Ausführlich wurden Taufe und Nottaufe geregelt. Dabei ist bemerkenswert, dass alle an der Taufe Beteiligten zu geistlich Verwandten werden, was den ehelichen Verkehr ausschließt. Wenn also der Kindesvater die Nottaufe vollzieht, so wird er geistlich Verwandter der Mutter, und der Bischof muss erst die Fortsetzung der Ehe erlauben, bevor der eheliche Verkehr wieder aufgenommen werden kann.
Zu den Kirchengebäuden wird bestimmt, dass es Hauptkirchen (fylkeskirkjur), Gaukirchen (heraðskirkjur) und sogenannte Bequemlichkeitskirchen (hægendiskirkjur) gibt. Letztere sind die Eigenkirchen auf dem Hofgut.  Daneben werden auch Viertels- und Achtelskirchen genannt. Die Gesetze gehen in der Regel vom Bestand der Kirchen aus und regeln nur die Unterhaltung, was eine späte Fassung nahelegt. Nur das Borgarthingslov hat noch die alte Vorschrift, dass die Bonden von allen Männern des Fylkes eine Fylkeskirche errichten lassen sollen. Das Borgarthingslov setzt, wie die anderen Gesetze auch, eine Frist zur Wiederherstellung einer zerstörten (z. B. abgebrannten) Kirche (zwischen ein und drei Jahren) und regelt die Bußen für Fristüberschreitungen. Als letztes Mittel aber erlaubt es dem König eine Heerfahrt gegen das säumige Volk, allerdings mit der Einschränkung, dass er nur die Habe der Verantwortlichen wegnehmen dürfe. Tötung oder Abbrennen des Hofgutes bleiben verboten. Die Kirche bleibt nach dem Borgarthingslov und dem Gulathingslov geweiht, solange noch ihre vier Eckpfosten stehen. Wenn alles abgebrannt ist, muss der Nachbau neu geweiht werden. Nach dem Frostathingslov bleibt die Kirche geweiht, solange die Steine des Altars nicht verrückt sind und er selbst unbeschädigt steht. Aber der Bischof soll nach einem Schreiben Papst Alexanders III. an den Erzbischof von Nidaros in diesem Falle bei einer im Übrigen neuerrichteten Kirche Weihwasser an die Wände sprengen. Die Weihe ging verloren, wenn Blut mit „hassender Hand“ in der Kirche oder auf dem Friedhof vergossen wurde. Dies hängt damit zusammen, dass die Kirche Ort vieler Versammlungen und Rechtshandlungen war, dort also viele Konflikte zur Sprache kamen.  Die Freilassung fand an der Kirche statt, Eide wurden in oder an der Kirche geleistet, und an der Kirche wurden rechtswirksame Erklärungen abgegeben und Bekanntmachungen veröffentlicht, so dass die Kirche in vielen Punkten der Thingversammlung gleichgestellt war. Wer durch Waffengebrauch den Kirchfrieden verletzte und dabei selbst erschlagen wurde, durfte nicht auf dem Friedhof beerdigt werden. Wurde die Beerdigung erzwungen, verfiel die Kirche dem Interdikt, bis die Leiche entfernt war.
Der Friedhof an der Kirche war ständisch geordnet: Am dichtesten an der Kirche lagen die lendr menn (Lehnsmänner des Königs), am weitesten weg am Zaun die Unfreien. Die Männer waren südlich, die Frauen nördlich der von West nach Ost ausgerichteten Kirche zu beerdigen.
Klöster werden nicht erwähnt. Aber es wird bestimmt, dass eine Frau nur mit Zustimmung der Erben den Schleier nehmen darf, und es gibt eine besondere Strafvorschrift über den Geschlechtsverkehr mit einer Nonne.
Der Bischof erhielt schon vor Einführung des Zehnten (um 1111) bereits eine Gebühr für seine Dienste in Höhe von einem Ertog je 40 Nasen in seinem Bistum. Wenn er diese nicht ordnungsgemäß leistete, verlor er den Anspruch aus dem Teil seines Bistums, wo er seine Pflicht versäumt hatte. Eine wesentliche Einnahmequelle dürften aber die Bußen gewesen sein, wenn sie auch in aller Regel mit dem König zu teilen waren, da ein Verstoß gegen das Kirchenrecht auch ein Verstoß gegen den Rechtsfrieden darstellte. In den östlichen Christenrechten hatte der Bischof noch keine besonders herausgehobene Stellung, sondern er hatte wie alle Bonden zum Thing zu erscheinen und sich den Rechtsvortrag anzuhören. Im Westen, also im Gulathingslov und Frostathingslov erhielt er schon bald fürstlichen Rang und wurde den Jarlen gleichgestellt. Der Bischof konnte noch verheiratet sein, und das Gulathingslov regelt das Recht des Bischofssohnes. Nach allen Christenrechten wurde der Zehnte in vier Teile geteilt, ein Viertel für den Bischof, ein Viertel für den Erhalt der Kirche, ein Viertel für den Priester und ein Viertel für die Armenfürsorge. Dafür hatte der Priester seine notwendigen Dienste gebührenfrei zu leisten, außer für die Nachtwache bei einer Leiche, für die er zwei Ellen Vadmál (gewebter Wollstoff, ein gängiges Zahlungsmittel) beanspruchen konnte. Für den Rechtszustand vor der Einführung des Zehnten enthält das Borgarthingslov einen Gebührenkatalog: 12 Monatsmengen Butter und Mehl. Über Kranke liest der Priester Gebete, drei sind umsonst, weitere sechs kosten je einen Pfennig, weitere werden nach Vereinbarung bezahlt.
Das Einhalten der Fasten und der Sonntagsheiligung mit Arbeitsverboten nimmt breiten Raum ein. Der Feiertag beginnt mit der None des vorhergehenden Tages und dauert bis zum Hahnenschrei des folgenden Tages. Dabei wird die None bestimmt im Sommer, wenn die Sonne im Südwesten steht, im Winter, wenn die Sonne untergeht. Alle Feinheiten zur Werktagszeit begonnener Fahrten oder Tätigkeiten, die nicht rechtzeitig beendet werden konnten, sowie die Versorgung des Viehs werden geregelt. 1247 hat Kardinal Wilhelm von Sabina anlässlich der Krönung des Königs Håkon Håkonsson wesentliche Erleichterungen verfügt, indem er Fischfang und Feldarbeit, wenn die Wetterlage es erforderte, auch an Sonn und Feiertagen erlaubte. Die beim Fasten eingesparte Speise war der Kirche abzuliefern und für die Armenfürsorge bestimmt. Auch hier wurden zahlreiche Ausnahmen geregelt.
Einschneidende Beschränkungen kamen auch durch das neue Eherecht. Maßgeblich blieb die alte Sitte des Brautkaufs. Dieser fand bei der Verlobung statt. Der Vertrag wurde zwischen dem Bräutigam und dem nächsten männlichen Verwandten der Braut geschlossen. „Die Brüder verfügen über ihre Schwester, zwei oder mehrere. Da verlobt sie einer von ihnen einem Mann. Wenn nun die anderen die Verlobung aufheben wollen, sollen sie darum losen, wer darüber entscheiden soll. Fällt das Los auf den, der verlobt hat, bleibt es dabei. sonst aber nicht.“. Das Mädchen selbst hatte dabei nichts zu sagen. Hier hat die Kirche, die den Ehekonsens verlangt, die Rechte der Frau gestärkt. Im Eidsivathingslov heißt es, dass zwei angesehene Männer, einer aus der Begleitung des Werbers, einer aus der Verwandtschaft des Mädchens mit der Werbung zu dem Mädchen gehen sollen. Sagt sie ja oder schweigt sie, dann kann der Vertrag geschlossen werden. Andernfalls kommt keine Verlobung zustande. Aber entweder kam es früher auch  auf die Durchsetzungsfähigkeit des Mädchens an, oder die Geschichte über die Werbung Harald Hårfagres an Gyda Eiriksdottir, wonach sie die Bedingung stellte, dass er König über ganz Norwegen würde, ist von Snorri Sturluson unter dem Eindruck des bereits bestehenden Christenrechts gebildet worden. Auch für die Kirche war die Verlobung bindend. Die Hochzeit kann auch entfallen. Auch die Rechtsstellung vorehelicher Kinder wird behandelt. Jeglicher Geschlechtsverkehr mit Tieren oder Jungen wird mit Friedlosigkeit bestraft. Die weite Ausdehnung der Ehehindernisse war in dünn besiedelten Gebieten eine starke Beschränkung. Von Dispensen handeln die Vorschriften nicht.
Auch kannten die heidnischen Vorfahren nicht das Institut des Testaments. Die Erbfolge war durch Gewohnheitsrecht geregelt und vom Erblasser nicht zu beeinflussen. Schon während seines Lebens war der Erblasser starken Verfügungsbeschränkungen unterworfen gewesen, so dass er eigentlich mehr Verwalter als Eigentümer des Vermögens war. Diese Verselbständigung der Vermögensmasse kommt dem Familienfideikommiss sehr nahe. Da war es schon ein Bruch mit dem Hergebrachten, wenn anlässlich der Errichtung des Erzbistums Nidaros bestimmt wurde, dass ein Mann für sein Seelenheil ein Zehntel seiner beweglichen Habe und ein Viertel seines selbst erworbenen Gutes ohne Erlaubnis der Erben der Kirche stiften durfte. Diese Stiftung wurde der Hauptzehnte genannt und 1224 von König Håkon Håkonsson bestätigt wurde.
Beim Gottesurteil handelte es sich um die Eisenprobe und das Eintauchen der Hand in einen Kessel mit kochendem geweihtem Wasser (Kesselfang). Das Gottesurteil verlief unter kirchlicher Leitung und Aufsicht. Papst Alexander III. verbot zwar 1169 in einem Schreiben an den Erzbischof von Nidaros die Eisenprobe, weil sie dem Kirchenrecht widerspreche, und das 4. Laterankonzil von 1215 verbot das Gottesurteil überhaupt. Aber es wurde auch noch danach zur Reinigung von schweren Vorwürfen oder zur Bezeugung der Ehelichkeit und Erbfähigkeit eines Königssohnes verwendet.